# Mudaison
Mudaison település Franciaországban, Hérault megyében. Lakosainak száma 2954 fő (2022. január 1.). Mudaison Baillargues, Candillargues, Lansargues, Mauguio és Saint-Brès községekkel határos.

## Népesség
A település népességének változása:
| Lakosok száma | 701  | 1268 | 1845 | 2452 | 2540 | 2538 | 2593 | 2753 | 2825 | 2954 |
|               | 1968 | 1982 | 1990 | 2006 | 2013 | 2015 | 2017 | 2019 | 2020 | 2022 |